# Adamo (olasz név)
Az Adamo egyszerre férfi kereszt- és vezetéknév is. A híres emberek a következők:

## Keresztnév
- Adamo Abate (990 körül – 1060–1070), olasz középkori bencés apát és szent, a dél-itáliai népek egyesítésének előmozdítója II. Roger szicíliai király alatt.
- Adamo Boari (1863–1928) olasz építőmérnök és építész
- Adamo Bozzani (1891-1969), olasz tornász
- Adamo Pedro Bronzoni (született 1985), olasz-perui film- és videószerkesztő és producer
- Adamo Chiusole (1728-1787) olasz gróf, festő és művészettörténész
- Adamo Coulibaly (született 1981), elefántcsontparti származású francia labdarúgó
- Adamo Paolo Cultraro (született 1973), olasz-amerikai filmrendező, rendező, író és producer
- Adamo Didur (1874–1946), lengyel operai basszusénekes
- Adamo Gentile (1615-1662), római katolikus prelátus, aki Lipari püspöke volt.
- Adamo Rossi (1821–1891) olasz pap, forradalmár hazafi, tudós és könyvtáros
- Adamo Ruggiero (1986) kanadai színész
- Adamo Scultori (1530–1585), más néven Adamo Ghisi, olasz metsző, szobrász és művész
- Adamo Tadolini (1788–1863) olasz szobrász

## Középső név
- Luc Adamo Matéta (született 1949), kongói politikus
- Paula Adamo DeSutter, Az Egyesült Államok ellenőrzésért, megfelelésért és végrehajtásért felelős helyettes államtitkára (2002-2009)

## Vezetéknév
- Amelia Adamo (született 1947), svéd főszerkesztő
- Andrea Adamo (1991) olasz labdarúgó
- Antonio Adamo (született 1957), olasz pornográf filmrendező
- Christine Adamo (született 1965), francia író
- Délizia Adamo (született 1952), olasz/belga énekesnő, művésznevén Délizia
- Donna Adamo (született 1970), amerikai visszavonult profi birkózó segítő és profi pankrátor, ismertebb nevén Elektra.
- Emma Adamo (született: 1963 körül), brit üzletasszony
- Frank Adamo (1893–1988), amerikai orvos, akit a II. világháború alatt végzett egészségügyi szolgálatáért kitüntettek
- Giulia Adamo (1949) olasz politikus
- Mark Adamo (született 1962), amerikai zeneszerző és librettista
- Matteo Marchisano-Adamo (1973) amerikai hangtervező, filmszerkesztő, zeneszerző
- Momo Adamo (1895–1956), olasz-amerikai maffiózó az amerikai maffiában
- Nicola Adamo (1959) olasz politikus
- Peter D'Adamo, természetgyógyász és a vércsoport diéta híve
- Salvatore Adamo (született 1943), olasz/belga zeneszerző és énekes, Adamo néven is ismert.